# Liste des forêts en Algérie
L'Algérie compte des centaines de forêts réparties sur les wilayas du pays, qui relèvent du Ministère de l'Agriculture et du Développement Rural.

## Les forêts par wilaya
(d'ouest en est et du nord au sud)

### Wilaya de Tlemcen
La wilaya de Tlemcen comprend les forêts suivantes : 
- forêt de Hafir-Zarrifet[2] ;
- forêt d'Ifri[3] ;
- forêt de Lalla Setti ;
- forêts de Béni Ouarsous.

### Wilaya de Aïn Témouchent
La wilaya de Aïn Témouchent comprend les forêts suivantes :
- forêt de Khelf Semane dans la commune d’Aghlal[4].

### Wilaya d'Oran
La wilaya d'Oran comprend les forêts suivantes :
- forêt de M'Sila[5] ;
- forêt de Terziza, dans la commune de Misserghin.

### Wilaya de Mostaganem
La wilaya de Mostaganem comprend les forêts suivantes :
- forêt de Chouachi près d'Hadjadj.

### Wilaya de Chlef
La wilaya de Chlef comprend les forêts suivantes :
- forêt de Bissa[7].

### Wilaya de Tipaza
La wilaya de Tipaza comprend les forêts suivantes :
- forêt Affaïne ;
- forêt de Taourira ;
- forêt des Beni Habiba.

### Wilaya d'Alger
La wilaya d'Alger comprend plusieurs forêts.
- forêt d'Aïn Taya
- forêt des Annassers
- forêt de Bachdjerrah
- forêt de Baïnem
- forêt de Belouizdad
- forêt de Ben Aknoun
- forêt de Béni Messous
- forêt de Bologhine
- forêt de Bordj El Bahri
- forêt de Bordj El Kiffan
- forêt de Bouzaréah
- forêt de Douéra
- forêt d'El Marsa
- forêt d'El Mouradia
- forêt de Hydra
- forêt de Kouba
- forêt de Mactaâ Kheïra
- forêt de Mahelma
- forêt de Paradou
- forêt de Réghaïa
- forêt de Saoula
- forêt de Sidi Fredj
- forêt de Zéralda

### Wilaya de Boumerdès
La wilaya de Boumerdès comprend plusieurs forêts.
- forêt du Sahel entre Zemmouri, Leghata et Djinet ;
- forêt d'Assouf à Dellys ;
- forêt de Boudouaou à Boudouaou ;
- forêt de Mouilha à Boudouaou El Bahri ;
- forêt de Corso entre Corso, Boumerdès et Boudouaou El Bahri ;
- forêt du Sahel à Sidi Daoud ;
- forêt de Bougherbi à Dellys ;
- forêt de Mizrana à Afir.

### Wilaya de Tizi Ouzou
La wilaya de Tizi Ouzou comprend les forêts suivantes :
- forêt de Beni Ghobri[8] près de Yakouren.

- Forêt d'Amejoud
- Forêt de Baloua

### Wilaya de Béjaia
La wilaya de Béjaïa comprend les forêts suivantes :
- forêt d’Akfadou.

### Wilaya de Jijel
La wilaya de Jijel comprend les forêts suivantes :
- forêts du parc national de Taza.
- Forêt de Guerrouche.

### Wilaya de Skikda
La wilaya de Skikda comprend les forêts suivantes :
- forêts des Senhadja-Gherbès[10],[11] ;
- forêt de Tsmara.

### Wilaya d'Annaba
La wilaya d'Annaba comprend les forêts suivantes :
- forêts du parc national d'Enought[12].

### Wilaya d'El Tarf
La wilaya d'El Tarf comprend plusieurs forêts. Elles sont soumises au risque de feux de forêts

### Wilaya de Djelfa
La wilaya de Djelfa comprend les forêts suivantes : 
- forêt de Senalb, 62 172 ha[14] ;
- forêt des Sahary Guebli, 31 800 ha ;
- forêt des Sahary Dahri, 29 151 ha ;
- forêt des Djellal, 7 374 ha ;
- forêt Boubheir takouka, 7 253 ha.

### Wilaya de Khenchela
La wilaya de Khenchela comprend les forêts suivantes :
- forêt de Bouhmama.

### Recherche forestière
- Institut national de recherche forestière (INRF)